# 岩田琉生
岩田 琉生（いわた りゅう、2010年5月2日 - ）は日本の俳優。スターダストプロモーション所属。東京都出身。

## 略歴
2015年、『ベストキッズオーディション2015』に母親が応募しグランプリを受賞しスターダストプロモーション所属する。

## 人物
- 趣味:ゲーム、ランニング、バスケットボール[1]
- 特技:ブレイブボード、お風呂そうじ[1]
- 憧れの俳優は北村匠海、菅田将暉[3]

## 出演

### テレビドラマ
- 健康で文化的な最低限度の生活 第6話（2018年8月21日、関西テレビ） - 水原翔 役
- アンサング・シンデレラ 病院薬剤師の処方箋（2020年8月6日、フジテレビ） - 羽倉龍之介（幼少期） 役
- FAKE MOTION -卓球の王将-（2020年4月9日 - 5月28日、日本テレビ） - 倉本（幼少期）役
- 村井の恋 第7話・第8話（2022年5月18日・5月25日、TBS） - 村井少年 役
- ユニコーンに乗って 第7話（2022年8月26日、TBS） - 原田太一 役
- 連続テレビ小説 らんまん 第2週 （2023年4月10日 - 14日、NHK）- 広瀬佑一郎（少年期） 役
- 婚活1000本ノック 第2話（2024年1月24日、フジテレビ）- 山田クソ男（中学生時） 役
- ダブルチート 偽りの警官 Season1 第7話（2024年6月7日、テレビ東京・WOWOW） - 神野優（少年期） 役

### 映画
- AWAKE（2020年12月25日公開、キノフィルムズ）

### CM
- 三菱東京UFJ銀行 「人生が動くとき」篇 （2019年1月）
- モビリティランド 「ツインリンクもてぎ」（2019年3月）
- ユニクロ 「UT 週刊少年ジャンプ50周年ver」（2019年4月-6月）
- YKKAP株式会社 「家族みんなが暮らしやすい」を見つけにGO！」篇 （2019年4月-2022年4月）
- 日本マクドナルド 「ハッピーセット のりものブロック つくろう」篇 （2019年8月-9月）
- ハウス食品 「バーモントカレー」 （2019年1月-2020年12月）
- スタジオアリス （2019年4月-2020年3月）
- 三菱地所 「企業CM・僕にしかできないこと」 （2019年9月-）
- ユニクロ 「UT×MARVEL アパレルコレクション」 （海外向け）（2020年8月-2021年8月）
- P&G 「レノア超消臭 みんなの不満」篇 （2021年10月-2022年4月）